# Zeca Pagodinho
Zeca Pagodinho, de son nom complet Jessé Gomes da Silva Filho, né le 4 février 1959 à Irajá (Rio de Janeiro), est un auteur-compositeur-interprète brésilien.
Il rejoint le groupe Velha Guarda da Portela (Vieille Garde de la Portela), les vieux blasonnés, les artistes garants des traditions de l'école de samba Portela, de Rio de Janeiro.

« Il est un des personnages d'unanimité nationale,
élevé au niveau de la célébrité pop 
par les maisons discographiques »

« È uma das poucas unanimidades nacionais, 
elevado ao patamar do mega-estrelato pop 
pelas gravadoras »

— Nei Lopes

## Biographie
Né en 1959 à Irajá, un quartier populaire du nord de Rio de Janeiro, il commence enfant à fréquenter l’école Portela avec sa famille.
En 1983, à l'invitation de sa marraine Beth Carvalho, il crée l'air de samba Camarão que dorme a onda leva (Crevettes qui dorment sont prises par la vague), en collaboration avec Arlindo Cruz. En 2003, il se produit sur la chaîne MTV Brasil.
Actuellement, Zeca Pagodinho, son épouse Mônica Silva et leurs quatre enfants, Eduardo, Louis, Elisa et Maria Eduarda, résident dans le quartier Barra da Tijuca, à l'ouest de Rio de Janeiro.

### Collaboration
En 2007, il enregistre le CD et le DVD Cidade do Samba (Ville de la samba), enregistrés en direct, en collaboration avec plusieurs artistes dont Martinho da Vila, Jair Rodrigues, Cláudia Leitte, Ivete Sangalo Nando Reis, Erasmo Carlos, Gilberto Gil.

## Discographie
- 1983 : Camarão Que Dorme a Onda Leva, participação em disco de Beth Carvalho - (RCA)
- 1986 : Zeca Pagodinho - (RGE)
- 1987 : Patota de Cosme - (RGE)
- 1988 : Jeito Moleque - (RGE)
- 1989 : Boêmio Feliz - (BMG (it))
- 1990 : Mania da Gente - (BMG)
- 1991 : Pixote - (BMG)
- 1992 : Um dos Poetas do Samba - (BMG)
- 1993 : Alô, Mundo! - (BMG)
- 1995 : Samba pras Moças - (Mercury/PolyGram)
- 1996 : Deixa Clarear - (Mercury)
- 1997 : Hoje é Dia de Festa - (Mercury)
- 1998 : Zeca Pagodinho - (Mercury)
- 1999 : Ao Vivo - (Mercury/Universal Music)
- 2000 : Água da Minha Sede - (Mercury)
- 2002 : Deixa a Vida Me Levar - (Mercury)
- 2003 : Acústico MTV - Zeca Pagodinho - (Mercury)
- 2005 : À Vera - (Mercury)
- 2007 : Acústico MTV - Zeca Pagodinho (vol. 2 - Gafieira)
- 2007 : Zeca Pagodinho - Raridades - (Som Livre)
- 2008 : Uma Prova de Amor - (Mercury)
- 2009 : Especial MTV - Uma Prova de Amor Ao Vivo - (Mercury)
- 2010 : Vida da Minha Vida - (Mercury)
- 2011 : Ao Vivo com os Amigos - (Universal Music)
- 2012 : O Quintal do Pagodinho - (Universal Music)

## Récompenses
- 2003 : Trophée de la Presse du meilleur chanteur
- 2004 : Trophée de la Presse du meilleur chanteur
- 2005 : Trophée de la Presse du meilleur chanteur
- 2009 : VMB - (Video Music Brasil 2009) - Meilleure samba
- 2009 : Prêmio da Música Brasileira - (Meilleur chanteur ; meilleur disque ; meilleure chanson)